# Districtul Revúca
Districtul (Okres) Revúca este un teritoriu administrativ în Slovacia centrală cu 40.699 de locuitori și o suprafață de 730 km². Din punct vedere istoric este fostul comitat maghiar „Gemer” și „Kishont”. El cuprinde orașele Revúca (Großrauschenbach), Jelšava (Eltsch), Tornaľa și 39 de comune.

## Demografie
| An:                | 1994   | 2004   | 2014   | 2024   |
| ------------------ | ------ | ------ | ------ | ------ |
| Număr de persoane: | 40.982 | 40.699 | 40.205 | 37.676 |
| Diferență:         |        | −0,69% | −1,21% | −6,29% |

| An:                | 2023   | 2024   |
| ------------------ | ------ | ------ |
| Număr de persoane: | 37.816 | 37.676 |
| Diferență:         |        | −0,37% |

## Comune
| - Držkovce - Gemer - Gemerská Ves - Gemerské Teplice - Gemerský Sad - Hrlica - Hucín - Chvalová - Chyžné - Kameňany - Leváre - Levkuška - Licince | - Lubeník - Magnezitovce - Mokrá Lúka (Nassewiese) - Muráň (Untermuran) - Muránska Dlhá Lúka (Langewiese) - Muránska Huta - Muránska Lehota - Muránska Zdychava - Nandraž - Otročok - Ploské - Polina - Prihradzany | - Rákoš - Rašice - Ratková - Ratkovské Bystré - Revúcka Lehota - Rybník (Reibnitz) - Sása (Sachsa) - Sirk - Skerešovo - Šivetice (Suwetitz) - Turčok - Višňové - Žiar |